# 1945 au Maroc
Chronologie du Maroc
- 1941
- 1942
- 1943
- 1944
- 1945
- 1946
- 1947
- 1948
- 1949

Cet article présente les faits marquants de l'année 1945 au Maroc ou relatifs au Maroc.

## Événements
- 18 juin : le sultan du Maroc, Mohammed V est décoré de l'ordre de la Libération par le général de Gaulle[1].
- 31 août : communiqué final de la conférence de Paris sur Tanger qui exige l'évacuation par l'Espagne de la zone de Tanger et établit un régime provisoire[2].
- Le Mouloudia Club d'Oujda (en arabe : نادي مولودية وجدة), plus couramment abrégé en MCO, est un club marocain de football fondé le 1er mai 1945[3] et basé dans la ville d'Oujda.